# Dorpskerk (Wijk aan Zee)
De hervormde Dorpskerk van Wijk aan Zee te Wijk aan Zee in Noord-Holland is gebouwd rond 1420. De kerk is eigendom van de protestantse PKN gemeente Beverwijk-Wijk aan Zee.

## Geschiedenis
De kerk, in de middeleeuwen gewijd aan de heilige Odulfus, werd opgetrokken in een laat-gotische stijl waarbij – kenmerkend voor de Lage Landen – rode baksteen werd gebruikt. Het bouwwerk was twee derde groter dan het nu is, want het koor, een deel van het schip en de dwarsbeuken werden gedurende de Tachtigjarige Oorlog in 1573 vernield. In Wijk aan Zee werd in 1601 een gereformeerde gemeente gesticht die de beschikking kreeg over het kerkgebouw, dat voornamelijk een ruïne was. Een deel van het huidige schip werd in 1609 weer bruikbaar gemaakt, het geruïneerde gedeelte bleef grotendeels staan totdat het in 1855 geruimd werd. Onder het huidige Julianaplein bevinden zich nog resten van de oorspronkelijke kerk. In december 2005 zijn ze blootgelegd en door archeologen onderzocht. Er werden veel graven uit de tijd van voor de Reformatie aangetroffen. De skeletresten zijn na onderzoek opnieuw begraven.
Door de eeuwen heen heeft men het gebouw verscheidene malen gerestaureerd. In 1936-1937 vond de laatste grote restauratie plaats waarbij de kerk zijn huidige vorm kreeg.

## Interieur
De kansel en het doophek zijn 17e-eeuws en vormen de oudste delen van het kerkinterieur. De bankenblokken in het midden zijn uit 1905, de andere kerkbanken dateren van 1937. Links van de kansel hangt een bord in Gotische stijl met de vermaning de naaste lief te hebben naar Lucas 10 vers 27 en rechts eenzelfde bord met de Geloofsbelijdenis. Vanuit het gewelf hangt een scheepsmodel in de kerk. Het is een pinas, een bewapende koopvaarder die bij de Vereenigde Oostindische Compagnie in gebruik was. Het is een kopie uit 1911 die gemaakt is naar een 17e-eeuws origineel dat zich sindsdien in Het Scheepvaartmuseum te Amsterdam bevindt. De koperen kroonluchters en de doopbogen dateren uit de 17e eeuw, maar een aantal van de acht wandlusters werd pas in 1912 in deze kerk opgehangen.
De glas-in-loodramen laten de wapens te zien van baron W.J. d'Ablaing van Giessenburg, het dorp Wijk aan Zee en de familie Lindeman. De kerk bezit bijzonder avondmaalszilver, het oudste stuk dateert uit 1684. De vier bekers, drie schalen, een kelk en twee kaarsenstandaards worden nog steeds viermaal per jaar gebruikt bij de viering van het Heilig Avondmaal. Een deur naast de kansel voert naar de consistoriekamer, die samen met de ernaast liggende keuken in 1930 tegen de kerk aan werd gebouwd. De zeer sfeervolle kamer bevat twee borden met de namen van de predikanten van Wijk aan Zee en Duin vanaf 1601 tot 1980.

## Orgel
Het tweeklaviers-kerkorgel werd in 1905 voor 3200 gulden vervaardigd door de orgelbouwer Michaël Maarschalkerweerd uit Utrecht. Het werd bekostigd door de vaste organiste M.E. Geerlings, die er genoeg van had om op een kabinetorgeltje te moeten spelen. Het instrument heeft tien registers voor hoofdwerk en bovenwerk plus twee registers voor het pedaal. Het klankkarakter is vooral gericht op muziek uit de romantiek. De kas is relatief groot voor de ruim 600 orgelpijpen. In 1969 was het orgel zo in verval geraakt, dat het twintig jaar niet heeft gefunctioneerd. In 1989 werd het na een restauratie weer in gebruik genomen. Opnieuw een opknapbeurt volgde in 2001. Sindsdien is het orgel opgenomen in de bescherming als rijksmonument van de hele kerk.

## Toren
In de toren, die 33 meter hoog is, hangen drie luidklokken. De Hemonyklok is de oudste en dateert van 1658, hij weegt 364 kg. De andere twee klokken zijn in 1959 gegoten door Eijsbouts en wegen 205 en 145 kg. Onder in de toren staat het niet meer werkende 17e-eeuwse torenuurwerk opgesteld. In de vloer van de toren en het tochtportaal zijn grafstenen te zien die dateren van 1480 tot 1769.

## Huidige situatie
De kerkgemeenschap van de Dorpskerk is een open groep van mensen, die niet alleen uit Wijk aan Zee maar ook uit andere plaatsen komen. Het aantal eigen leden in Wijk aan Zee is door  vergrijzing teruggelopen, maar omdat de kerkdiensten vrij toegankelijk zijn voor iedereen die geïnteresseerd is en er ook mensen van elders komen, blijft het aantal kerkgangers vrijwel constant. 
Sinds 1980 heeft de gemeente geen eigen predikant meer, omdat Wijk aan Zee sindsdien hoort bij de PKN-gemeente Beverwijk-Wijk aan Zee. De eigen dominee preekt vooral in Beverwijk en een aantal zondagen per jaar in Wijk aan Zee. Voor de overige diensten worden andere predikanten ingeschakeld. In de Dorpskerk worden met regelmaat kerkdiensten gehouden: op de 1e, 3e en 5e zondag van de maand en extra diensten op christelijke feestdagen en in de zomervakantie. Doordat er goede banden zijn met de rooms-katholieke parochie van de Sint-Odulphuskerk in Wijk aan Zee, worden er regelmatig samen met de katholieken oecumenische diensten, bijbelstudie-avonden en andere activiteiten georganiseerd.   
Ook participeert de Dorpskerk samen met andere kerken in Beverwijk en Heemskerk in bijzondere activiteiten in de 40-dagen tijd voor Pasen, zoals de ‘sobere maaktijden’ die dan worden gehouden, in activiteiten in de Vredesweek en in de gezamenlijke Tentviering, die jaarlijks op Hemelvaartsdag samen met andere kerken wordt gehouden in de feesttent op de kermis van Wijk aan Zee.   
Naast de kerkelijke activiteiten biedt de kerk ook ruimte aan culturele activiteiten zoals tentoonstellingen en concerten.  